# سفارة سنغافورة في فرنسا
سفارة سنغافورة في فرنسا هي أرفع تمثيل دبلوماسي لدولة سنغافورة لدى فرنسا. تقع السفارة في باريس وهي تهدف لتعزيز المصالح السنغافورية في فرنسا.

## وصلات خارجية
- الموقع الرسمي
- قائمة سفارات سنغافورة
- قائمة السفارات في فرنسا